# Karl Lark-Horovitz
Karl Lark-Horovitz (20 de julho de 1892 — 1958) foi um físico estadunidense.
Conhecido por seu trabalho pioneiro em física do estado sólido, que foi fundamental na invenção do transistor.
Obteve um doutorado na Universidade de Viena em 1919, orientado por Franz Serafin Exner, com a tese “Die geschichtliche Entwicklung des physikalischen Relativitätsgedankens”.